# Champanges
Champanges est une commune française située dans le département de la Haute-Savoie, en région Auvergne-Rhône-Alpes. La commune est localisée en pays de Gavot, dans le Chablais français.

## Géographie
La commune de Champanges se situe à 7 km au sud-ouest d'Évian-les-Bains et à 6 km à l'est de Thonon-les-Bains.
Elle fait partie du Pays de Gavot, composé de sept communes : Larringes, Bernex, Féternes, Saint-Paul-en-Chablais, Thollon-les-Mémises, Vinzier.
|       | Publier    |           |
| Marin | Champanges | Larringes |
|       | Féternes   |           |

Le gentilé est Champangeoises et les Champangeois.

## Urbanisme

### Typologie
Au 1er janvier 2024, Champanges est catégorisée ceinture urbaine, selon la nouvelle grille communale de densité à sept niveaux définie par l'Insee en 2022.
Elle est située hors unité urbaine. Par ailleurs la commune fait partie de l'aire d'attraction de Thonon-les-Bains, dont elle est une commune de la couronne,. Cette aire, qui regroupe 18 communes, est catégorisée dans les aires de 50 000 à moins de 200 000 habitants,.

### Occupation des sols
L'occupation des sols de la commune, telle qu'elle ressort de la base de données européenne d’occupation biophysique des sols Corine Land Cover (CLC), est marquée par l'importance des territoires agricoles (49,7 % en 2018), en diminution par rapport à 1990 (51,2 %). La répartition détaillée en 2018 est la suivante : 
forêts (27,2 %), zones agricoles hétérogènes (24,9 %), zones urbanisées (23,2 %), prairies (18,8 %), terres arables (5,9 %).
L'IGN met par ailleurs à disposition un outil en ligne permettant de comparer l’évolution dans le temps de l’occupation des sols de la commune (ou de territoires à des échelles différentes). Plusieurs époques sont accessibles sous forme de cartes ou photos aériennes : la carte de Cassini (XVIIIe siècle), la carte d'état-major (1820-1866) et la période actuelle (1950 à aujourd'hui).

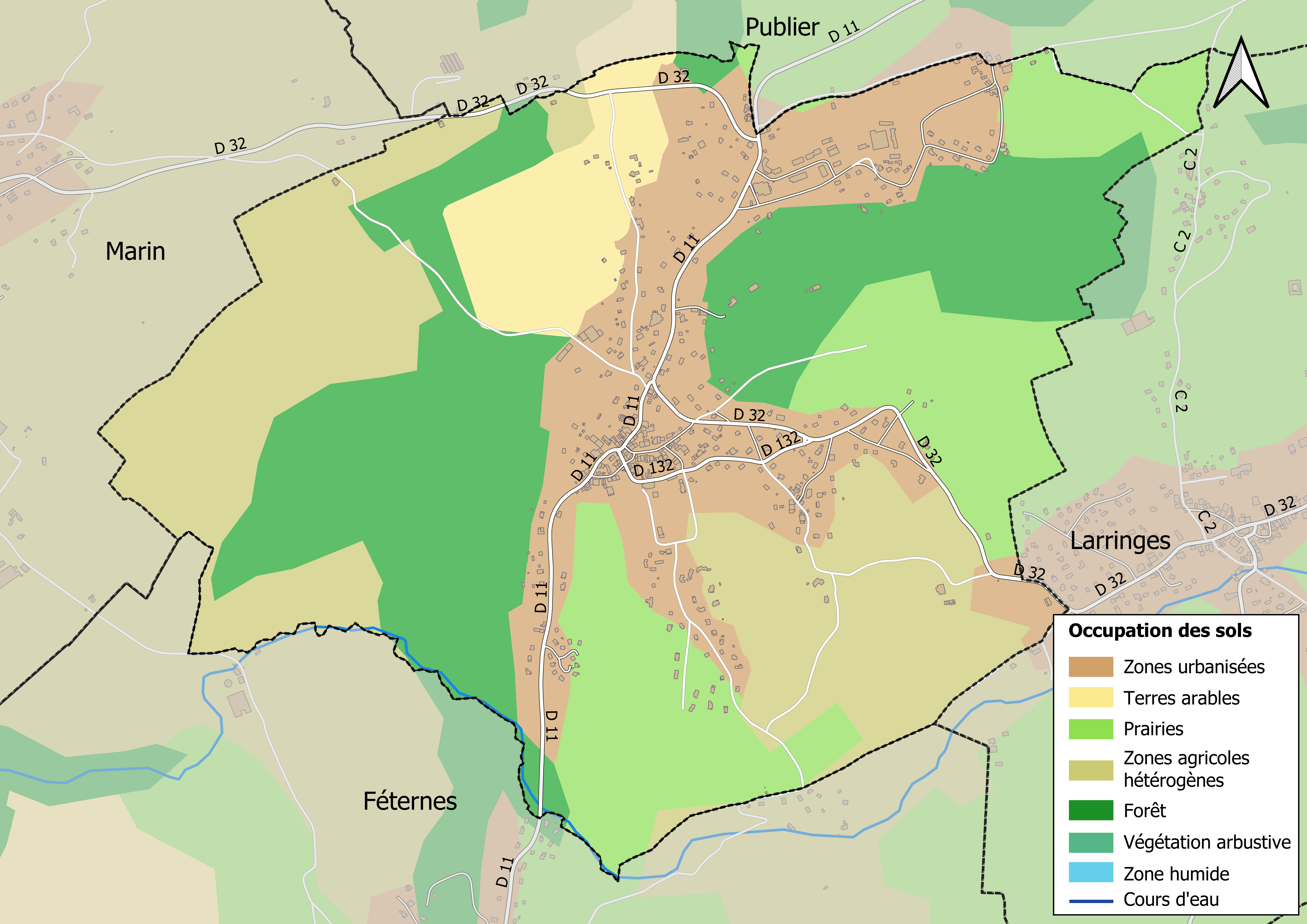
Carte des infrastructures et de l'occupation des sols en 2018 (CLC) de la commune.
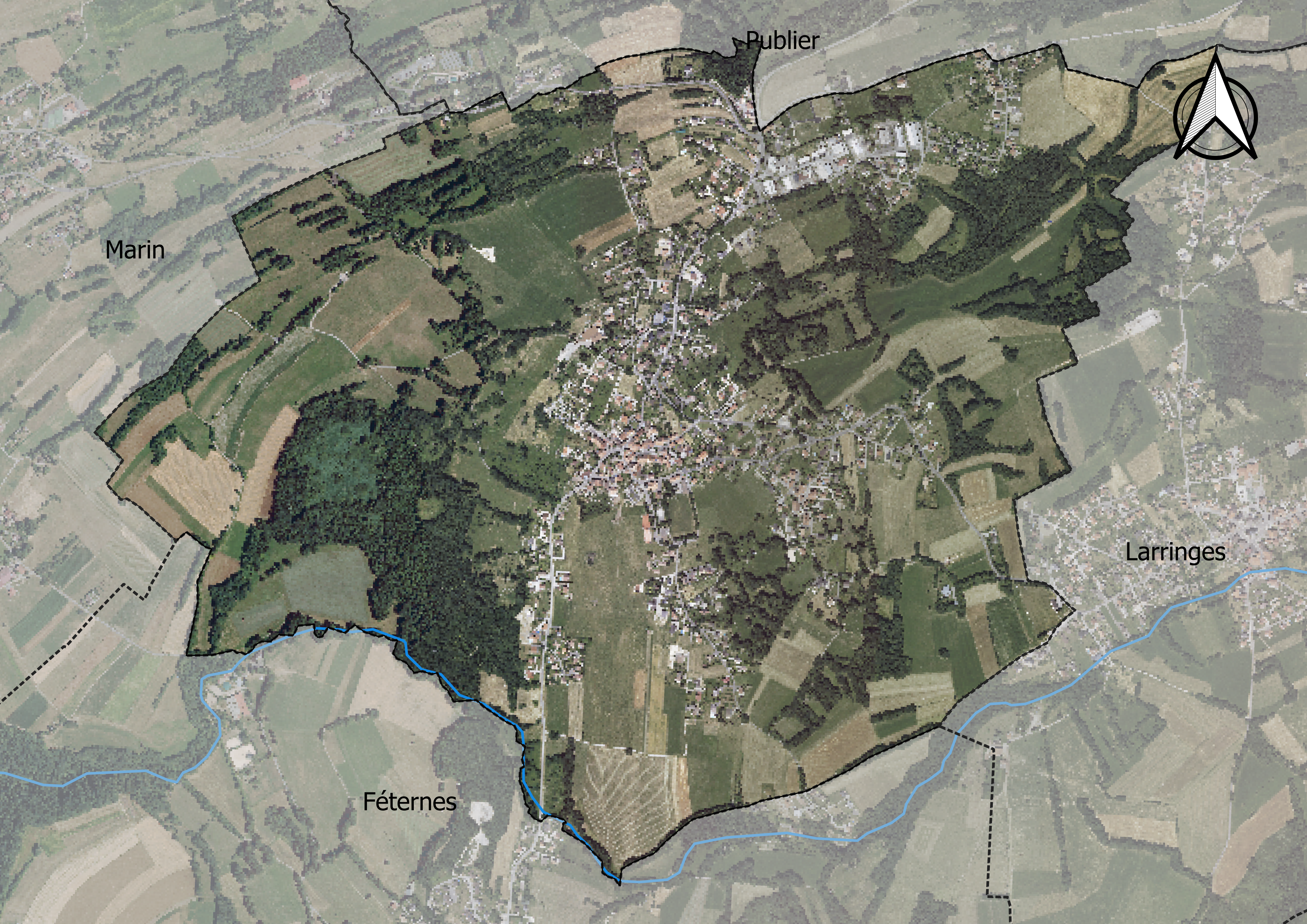
Carte orthophotogrammétrique de la commune.

## Toponymie
- Anciennement Campengio, Champanges (1860).

En francoprovençal, le nom de la commune s'écrit Shèpèzhe (graphie de Conflans) ou Champenjo (ORB).

## Histoire
| Armes de Champanges | Héraldique : Les armes de Champanges se blasonnent ainsi : D'or a un Saint Martin à cheval partageant son manteau avec un mendiant, le tout contourné et terrassé de sable ; au chef de gueules à la croix d'argent . |

Au XIXe siècle, plus de 20 % de la population migrent pour échapper à la misère. Une partie de sa population fait partie des colons qui se sont installés en Argentine dans les colonies de Colón, San José, et Villa Elisa. Le maire, Jean Favre, sera d'ailleurs de 1996 à 2011 président de l'Association Savoie Argentine, qui maintient les liens entre la Savoie et ses descendants en Argentine.

## Politique et administration

### Situation administrative
La commune du Champanges appartient au canton d'Évian-les-Bains, qui compte selon le redécoupage cantonal de 2014 33 communes.
La commune de Champanges appartient à la communauté de communes Pays d'Évian Vallée d'Abondance.
Champanges relève de l'arrondissement de Thonon-les-Bains et de la cinquième circonscription de la Haute-Savoie, dont la députée est Marion Lenne (LREM) depuis les élections de 2017

### Listes des anciens maires
| Période                                  | Période  | Identité            | Étiquette | Qualité                                                 |
| ---------------------------------------- | -------- | ------------------- | --------- | ------------------------------------------------------- |
| 1860                                     | 1871     | François Demerninge | ...       | ...                                                     |
| 1871                                     | 1881     | François Chevallay  | ...       | ...                                                     |
| 1881                                     | 1896     | François Boujon     | ...       | ...                                                     |
| 1896                                     | 1898     | Jean-Marie Chamot   | ...       | ...                                                     |
| 1898                                     | 1900     | Marie Bernay        | ...       | ...                                                     |
| 1900                                     | 1904     | Célestin Boujon     | ...       | ...                                                     |
| 1904                                     | 1919     | Eugène Ducret       | ...       | ...                                                     |
| 1919                                     | 1925     | Ferdinand Maurice   | ...       | ...                                                     |
| 1925                                     | 1929     | Eugène Ducret       | ...       | ...                                                     |
| 1929                                     | 1934     | André Dutruel       | ...       | ...                                                     |
| 1934                                     | 1944     | Marcel Bochaton     | ...       | ...                                                     |
| 1944                                     | 1971     | Eugène Boujon       | ...       | ...                                                     |
| 1971                                     | 2001     | Jean Favre          | RPR       | Agent de maîtrise à EDF Député suppléant d'Yves Sautier |
| 2001                                     | 2008     | Maurice Ruffier     | ...       | ...                                                     |
| 2008                                     | En cours | Rénato Gobber       | ...       | ...                                                     |
| Les données manquantes sont à compléter. |          |                     |           |                                                         |

## Population et société

### Démographie

La rue principale de Champanges.

L'évolution du nombre d'habitants est connue à travers les recensements de la population effectués dans la commune depuis 1861. Pour les communes de moins de 10 000 habitants, une enquête de recensement portant sur toute la population est réalisée tous les cinq ans, les populations de référence des années intermédiaires étant quant à elles estimées par interpolation ou extrapolation. Pour la commune, le premier recensement exhaustif entrant dans le cadre du nouveau dispositif a été réalisé en 2007.

En 2022, la commune comptait 1 181 habitants, en évolution de +20,63 % par rapport à 2016 (Haute-Savoie : +6,01 %, France hors Mayotte : +2,11 %).
| 1861 | 1866 | 1872 | 1876 | 1881 | 1886 | 1891 | 1896 | 1901 |
| ---- | ---- | ---- | ---- | ---- | ---- | ---- | ---- | ---- |
| 629  | 511  | 476  | 481  | 504  | 487  | 475  | 465  | 466  |

| 1906 | 1911 | 1921 | 1926 | 1931 | 1936 | 1946 | 1954 | 1962 |
| ---- | ---- | ---- | ---- | ---- | ---- | ---- | ---- | ---- |
| 470  | 450  | 406  | 405  | 425  | 362  | 311  | 335  | 364  |

| 1968 | 1975 | 1982 | 1990 | 1999 | 2006 | 2007 | 2012 | 2017  |
| ---- | ---- | ---- | ---- | ---- | ---- | ---- | ---- | ----- |
| 415  | 457  | 587  | 706  | 753  | 824  | 835  | 868  | 1 015 |

| 2022  | - | - | - | - | - | - | - | - |
| ----- | - | - | - | - | - | - | - | - |
| 1 181 | - | - | - | - | - | - | - | - |

## Culture et patrimoine

### Lieux et monuments

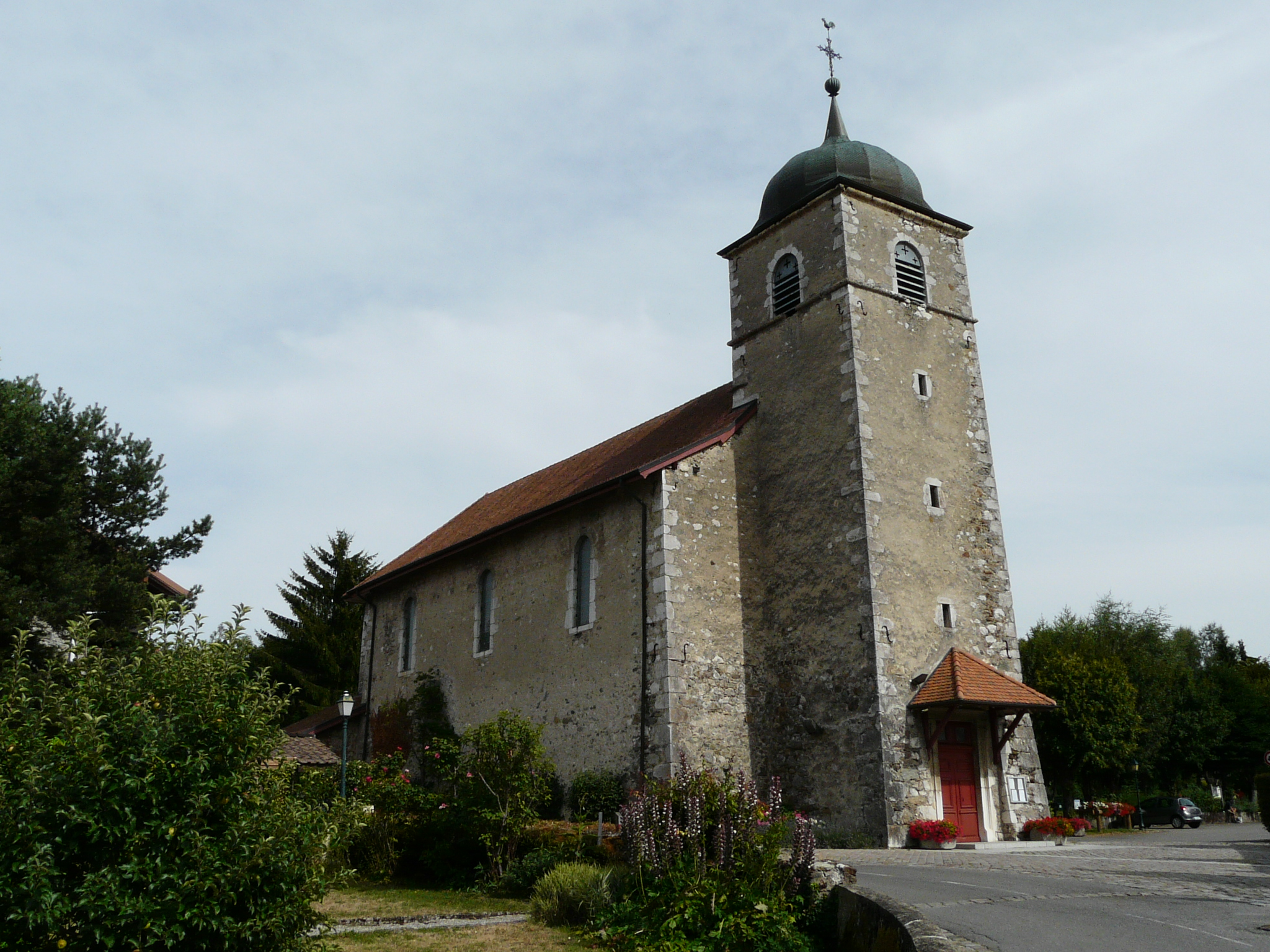
L'église Saint-Martin.

- L'église Saint-Martin.